# Вигодонабувач
Вигодонабува́ч (beneficiary) — особа, визначена страхувальником для отримання належних сум страхових виплат тоді, коли страхувальник (застрахований) не буде здатний скористатися ними самостійно. В особистому страхуванні виплати вигодонабувачу здійснюються у випадку смерті застрахованого. В майновому страхуванні права вигоднабувача можуть набувати орендодавці, кредитори, застраховане майно яких знищено або пошкоджено.